# NGC 4139
NGC 4139 (również IC 2989 lub PGC 38213) – galaktyka soczewkowata (S0), znajdująca się w gwiazdozbiorze Panny. Odkrył ją Heinrich Louis d’Arrest 10 sierpnia 1863 roku.